# アウトロー
アウトロー（英語: outlaw）とは、法律を無視する人。無法者。無頼漢。犯罪等により法の保護を受けられなくなる人物。すなわち「法喪失」、「法外放置」、「法外追放」、「平和喪失」(英語: outlawry) の宣告を受けた人物。

## 概説
イギリスの民話ロビン・フッドやハイウェイマンのように、法律用語で対象となる人物に付される厳しい宣告の一つである。
コモン・ローにおいては法廷への喚問を無視したり、犯罪に関わったとされた時に抗弁せずに逃げるなどの行為により国法を無視したと看做されている人物であった。イングランドのアングロサクソンの古い法律では、殺人に関わって犠牲者の親族に「血の代金」を払わなかった者に宣告された。
その概念はアウトローリー（英語: outlawry）と称し、日本語では「法喪失」、「法外放置」、「法益剥奪」などと訳される。これはノース人やアイスランド人の社会にも法概念として存在した。
アウトロー宣告を受けると「市民としての死」（civil death, 市民権剥奪）が科せられた。この宣告は社会的な死であり、あらゆる市民社会から排除され、如何なる者も彼に食事や隠れ処その他の援助を与えることが禁じられた。
もし援助すれば couthutlaugh （＝A person who harbored an outlaw）の罪に問われ援助者自身が宣告を受けるおそれがあった。支援した者が許されるにはアウトローを殺さなければならなかった。実際にアウトロー殺しは推奨され、「アウトローは市民社会を無視したので、社会もアウトローにいかなる義務を負わない」という論理で、殺しても殺人罪に問われることはなかった。彼らに市民権はなかったので訴えたり保護を求めることはできず、自らが法的責任を負った。
刑法の文脈ではアウトローリーは人口密度の高い国ではあまり薄れなかった。また国際的な犯罪人引渡し条約により手配された逃亡者が逮捕を免れるのは困難になった。
民法の文脈ではアウトローリーは民事訴訟法の整備により廃れ、もはや被告がアウトローの宣告を受けることはない。なお、市民的義務の怠慢によりアウトローの宣告を受ける可能性はイギリス法では1879年まで、スコットランド法では1940年代後半まであった。

## 著名なアウトロー
西部劇では荒野に住み入植地に襲撃をかける犯罪者として描かれることが多い（ビリー・ザ・キッドの様な上記の定義の人物が描かれる場合も有る）。
- 西部のアウトロー
  - アパッチ・キッド
  - ジェシー・ジェイムズ
  - コール・ヤンガー
  - ビリー・ザ・キッド
- 禁酒法時代の「公共の敵」とされたアウトロー
  - ジョン・デリンジャー
  - ボニーとクライド
  - マ・バーカー
- イタリアの盗賊たち
  - カルミネ・クロッコ
  - ニンコナンコ
- ヴァイキング
  - 赤毛のエイリーク（エリック・ザ・レッド）
- 中世
  - ロビン・フッド - 伝説的な中世イングランドのアウトロー
  - ウィリアム・ウォレス - スコットランドのエドワード1世への抵抗者
  - ロブ・ロイ・マクレガー - スコットランドの首領
- 盗賊
  - 宋江 - 水滸伝のモデル
  - ヴィーラッパン(en) - インドの盗賊